# Miroslav Protivínský
Miroslav Protivinský (7. září 1924 Trstěnice – 14. dubna 2015) byl český kriminalista a vysokoškolský pedagog. Ve své výzkumné činnosti se soustřeďoval na kriminalistickou praxi v mezinárodním kontextu a patříl mezi uznávané evropské kapacity ve vědecké kriminalistice.
Vystudoval Karlovu univerzitu, kde v roce 1966 spoluzakládal katedru kriminalistiky. V letech 1955–1966 působil v Ústřední škole Ministerstva vnitra (obdoba dnešní Policejní akademie) jako vedoucí katedry Veřejné bezpečnosti, posléze jako zástupce velitele školy a jeden rok jako její velitel.
V krátkém období v počátku normalizace působil jako velitel Kriminalistického ústavu SNB a následně po nuceném odchodu působil až do roku 1990 na své alma mater Právnické fakultě Karlovy univerzity.
Po roce 1990 spoluzaložil Soukromou střední školu TRIVIS se zaměřením na právní a bezpečnostní činnosti, která následně získala akreditaci též jako Vyšší odborná škola v oborech Prevence kriminality a Krizové řízení. Působil i jako učitel a člen správní rady této školy.
Dlouhá léta vykonával funkci člena redakčních rad časopisů Kriminalistický sborník (vydává Kriminalistický ústav Praha Policie ČR) a Kriminalistika (vydává odbor prevence kriminality Ministerstva vnitra ČR). Dále byl členem oborové rady Policejní akademie ČR v Praze.